# Ethan Carter III
Michael Hunter Hutter (* 18. März 1983 in Willoughby, Ohio, USA) besser bekannt unter seinem Ringnamen Ethan Carter III (kurz EC3) ist ein US-amerikanischer Wrestler, der bis zum 15. April 2020 bei World Wrestling Entertainment unter Vertrag stand. Sein bisher größter Erfolg ist der zweimalige Erhalt der TNA World Heavyweight Championship.

## Wrestling-Karriere

### Anfänge
Zu Beginn seiner Karriere trat er in einigen Independent-Ligen in Ohio auf. Bei seinem Debüt im Jahre 2002 konnte er John Throne besiegen. Von 2007 bis 2008 trat er für Ohio Valley Wrestling an.

### WWE (2009–2013)
Am 5. Februar 2009 bestritt er bei Florida Championship Wrestling, der damaligen Aufbauliga von World Wrestling Entertainment sein erstes Match als Mike Hutter. In diesem Match verlor er gegen Drew McIntyre. Diese Ausgabe wurde am 1. März 2009 ausgestrahlt, womit er auch sein Fernseh-Debüt gab. Am 19. Februar 2009 wurde er in Derrick Bateman umbenannt. Bei der FCW-Ausgabe vom 5. September 2010, welche am 12. August 2010 aufgezeichnet wurde, gewann er mit Johnny Curtis die FCW Florida Tag Team Championship von Los Aviadores (Epico und Hunico), nachdem sie Los Aviadores und The Colossal Connection (Brodus Clay und Donny Marlow) in einem Triple Threat Match besiegten. Die Titel verloren sie am 4. November 2010 an Wes Brisco und Xavier Woods.
Hutter nahm an der vierten und fünften Staffel von WWE NXT teil. In beiden Staffeln fungierte Daniel Bryan als sein Mentor. In der vierten Staffel wurde er Dritter. Die fünfte Staffel von NXT gewann er.
Nach seinem Sieg trat er für SmackDown auf. Er konnte sich bei SmackDown nicht durchsetzen, sodass er bei NXT, der neuen Aufbauliga der WWE, eingesetzt wurde. Bei NXT trat er einige Male auf. Seinen letzten Auftritt in der WWE hatte er bei der NXT-Ausgabe vom 29. Mai 2013, welche am 2. Mai 2013 aufgezeichnet wurde, als er in einem Squash Match gegen Big E. Langston verlor. Am 17. Mai wurde er von der WWE entlassen.

### Total Nonstop Action Wrestling/Impact Wrestling (2013–2018)
Am 26. September 2013 wurde ein Video, in dem das Debüt von ETHAN angekündigt wird, eingespielt. In der nächsten Woche wurde wieder ein Video eingespielt, wo er als Ethan Carter III, oder kurz EC3 in Erscheinung trat. Sein Debüt für TNA gab er bei Bound For Glory 2013 in einem Match gegen Norv Fernum, welches er gewann. Er verkörperte das Gimmick des verwöhnten Neffen von Dixie Carter, der Präsidentin von TNA. Er bildete mit Rockstar Spud und Dixie Carter ein Stable. Danach fehdete er unter anderem gegen Sting, Jeff Hardy, Bobby Lashley und Kurt Angle und Bully Ray. Später bildete er mit Tyrus ein Tag Team.
Am 25. Juni 2015 gewann er von Kurt Angle die TNA World Heavyweight Championship. Den Titel verlor er am 4. Oktober 2015 bei Bound For Glory 2015 an Matt Hardy in einem Three Way Match, in dem auch Drew Galloway involviert war. Am 5. Januar 2016 gewann er zum zweiten Mal die TNA World Heavyweight Championship, nachdem er im Turnierfinale Matt Hardy um den vakanten Titel besiegte. Den Titel verlor er am 8. Januar 2016 wieder an Matt Hardy.
Bei der Impact Wrestling-Ausgabe vom 3. August 2017, welche am 5. Juli 2017 aufgezeichnet wurde, gewann er von Moose die Impact Grand Championship. Den Titel verlor er bei der Impact Wrestling-Ausgabe vom 25. Januar 2018, welche zuvor am 10. November 2017 aufgezeichnet wurde, an Matt Sydal.
Seinen letzten Auftritt für Impact Wrestling hatte er bei der Impact Wrestling-Ausgabe vom 15. März 2018, wo er seinen Feast-or-Fired-Koffer, den er zuvor gewinnen konnte, öffnete. Da er den Koffer mit den Entlassungspapieren gewann, wurde er auch laut Storyline entlassen. Da er Impact Wrestling schon vorher verlassen hatte, war dies auch sein letzter TV-Auftritt für die Liga.

### Rückkehr zur WWE (2018–2020)
Am 27. Januar 2018 bei NXT TakeOver: Philadelphia kehrte Hutter, wo er im Publikum gezeigt wurde, unter dem Ringnamen EC3 zu World Wrestling Entertainment zurück. Sein erstes Match bei seiner Rückkehr in der WWE, bestritt er am 8. März 2018 bei einer Houseshow siegreich gegen Chris Hero. Am 7. April 2018 bei NXT TakeOver: New Orleans war er Teil des 6 Way Ladder-Matches, um die neueingeführte NXT North American Championship. Diesen Titel konnte er allerdings nicht gewinnen.

#### Raw (2019–2020)
Im Rahmen des Superstar Shake-Ups 2019 wechselte EC3 am 15. April 2019 von WWE NXT zu Raw. Am 24. Juni 2019 gewann er den WWE 24/7 Championship verlor ihn aber wenige Sekunden später wieder. Am 20. September gewann er erneut den 24/7 Championship, nachdem er R-Truth während einer Houseshow auf den Philippinen in Manila pinnte. Jedoch verlor er den Titel in der gleichen Nacht wieder an Truth. Am 21. September gewann er erneut den 24/7 Championship, nachdem er R-Truth während einer Houseshow in Shanghai, China pinnte. Jedoch verlor er den Titel in der gleichen Nacht wieder an Truth. Am 22. September gewann er erneut den 24/7 Championship, nachdem er R-Truth während einer Houseshow in Honolulu, Hawaii pinnte. Jedoch verlor er den Titel in der gleichen Nacht ein letztes Mal an Truth. Aufgrund einer Entlassungswelle wurde er am 15. April 2020 von der WWE entlassen.

## Wrestling-Erfolge
Total Nonstop Action Wrestling

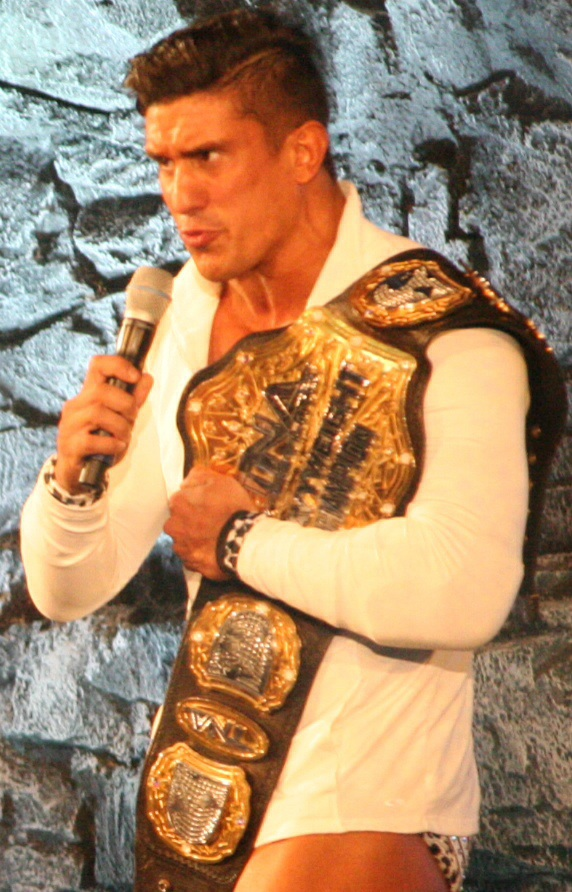
EC3 als TNA World Heavyweight Champion 2015.

- TNA World Heavyweight Championship (2×)
- Impact Grand Championship (1×)
- Feast or Fired (Feast 2013, Fired 2018)

World Wrestling Entertainment
- WWE 24/7 Championship (4×)

Florida Championship Wrestling
- FCW Florida Tag Team Championship (1× mit Johnny Curtis)

Absolute Intense Wrestling
- AIW Absolute Championship (1×)

Firestorm Pro Wrestling
- Firestorm Pro Heavyweight Championship (1×)

House of Glory
- HOG World Heavyweight Championship (1×)

WrestleCircus
- WC Ringmaster Championship (1×)